# Florian Teofil Frąckiewicz Markowski
Florian Teofil Frąckiewicz Markowski herbu Ślepowron (zm. w 1744 roku) – wojski mścisławski w latach 1739–1744, sędzia grodzki mścisławski w latach 1738–1739, krajczy mścisławski w 1733 roku i w latach 1735–1739, starosta hołowaczewski i hrabowski w 1733 roku.
Jako poseł na sejm konwokacyjny 1733 roku z województwa mścisławskiego był członkiem konfederacji generalnej zawiązanej 27 kwietnia 1733 roku na tym sejmie.